# Antanas Bagdonavičius
Pour les articles homonymes, voir Bagdonavičius.
Antanas Bagdonavičius, né le 15 juin 1938 à Bobėnai (Ignalina) et mort le 9 mars 2024, est un rameur lituanien, concourant pour l'Union soviétique.
Il participe aux Jeux olympiques de 1960 à Rome où il remporte la médaille d’argent avec son compatriote Zigmas Jukna et comme barreur Igor Rudakov. Il remporte une autre médaille de bronze olympique en 1968, cette fois-ci sur le huit. Entre 1961 et 1967, il remporte trois titres et quatre médailles d'argent aux Championnats du monde et d’Europe.